# 코이코이인
코이코이인(Khoikhoin, 코이코이족말로 '사람'을 의미함)은 아프리카 남부에 사는 민족집단으로, 코이산족에 속하는 것으로 분류된다. 호텐토트인(Hottentot)이라고도 하는데, 이 단어는 네덜란드인들이 코이코이족이 사용하는 나마어의 흡착음을 모방한 단어로, 차별적, 모멸적 의미가 있어 최근에는 사용이 삼가진다. 현재 유일하게 남아 있는 코이코이족의 분파는 나마족으로 나미비아에 살고 있으며 독특한 흡착음이 많은 나마어를 사용한다. 머리카락은 바싹 말려 있으며 눈에 속쌍꺼풀이 있어 눈이 기울어져 보인다.

## 같이 보기
- 나마인
- 컬러드
- 그리콰인
- 남아프리카 공화국의 역사
- 산족
- 세라 바트먼
- 제1대 준남작 존 배로 경